# Бор-Больница
Бор-Больница — деревня в Холмогорском районе Архангельской области.

## География
Находится в центральной части Архангельской области на расстоянии приблизительно 1 км на юг по прямой от села Емецк на правобережье реки Емца, прилегая с северо-запада к деревне Задворье.

## История
Была отмечена уже только на карте конца 1980-х годов. До 2015 года входила в Зачачьевское сельское поселение, с 2015 по 2022 в Емецкое сельское поселение до его упразднения.

## Население
Численность населения: 3 человека (русские 100 %) в 2002 году, 0 в 2010.